# 阿卡達鎮區 (密歇根州)
阿卡達鎮區（英語：Arcada Township）是位於美國密歇根州格拉希厄特縣的一個行政鎮區。

## 地方資料
阿卡達鎮區的面積為84.70平方千米，當中陸地面積為84.30平方千米，而水域面積為0.40平方千米。根據2020年美國人口普查的數據，當地共有人口1671人，而人口密度為每平方千米19.73人。